# Alistair Jackson
Alistair Jackson (ur. 17 listopada 1988 roku w Lisburn) – brytyjski kierowca wyścigowy z Irlandii Północnej.

## Kariera
Jackson rozpoczął karierę w jednomiejscowych samochodach wyścigowych w 2006 roku od startów w Azjatyckiej Formule 3, gdzie jedenastokrotnie stawał na podium, w tym czterokrotnie na jego najwyższym stopniu. Z dorobkiem dwustu punktów uplasował się tam na trzeciej pozycji w klasyfikacji generalnej. W późniejszych latach Brytyjczyk pojawiał się także w stawce Masters of Formula 3, Brytyjskiej Formuły 3, Indy Lights, USAC Mopar Midget National Championship, ARCA Series oraz NASCAR K&N Pro Series.